# Jason Nevins
Jason Nevins (15 de diciembre de 1973, Los Ángeles California) es un DJ productor y remezclador estadounidense, que es conocido por sus producciones House y Dance Pop.

## Discografía

### Álbumes (como artista)
- 1993: Red/Green CD
- 2000: Uni-Vs-Al (Universal)
- 2003: Pushing It Hard
- 2005: The Funk Rocker
- 2006: Pushing It Harder: The Lost Tapes

### DJ mixed compilations
- 2002: Club Mix USA (Tycoon Records/Sony Music Canada)
- 2004: Virgin Records Dance Hits (Virgin Records)
- 2007: High School Musical 2: Non-Stop Dance Party (Disney Records) [Remixed entire album & DJ mixed]
- 2008:  Dance Anthems 2 (Thrive Records)
- 2009: Ultra.Dance, Vol. 10 (Ultra Music)
- 2009: Ultra Weekend 5 (Ultra Music)
- 2010: Jersey Shore Soundtrack (Universal Republic)

### Remezclas
| - A Flock Of Seagulls - I Ran (So Far Away) - A Flock Of Seagulls - Amber - Just Like That - My Kind Of World - Anastacia - Left Outside Alone - Anastacia - Sick And Tired - Anastacia - Pieces Of A Dream - Pieces Of A Dream - Annet Artani - Alive - Segundo Álbum De Estudio (Sin Nombre) - Ashley Tisdale - It's Alright, It's OK - Guilty Pleasure - Backstreet Boys - As Long As You Love Me - Backstreet's Back - Show Me The Meaning Of Being Lonely - Millennium - Just Want You to Know - Never Gone - Inconsolable - Unbreakable - Helpless When She Smiles - Unbreakable Selena Gomez Slow down - Blue Man Group - I Feel Love - The Complex - Britney Spears - Lucky - Oops!... I Did It Again - Early Mornin' - In the Zone - Break the Ice - Blackout - Womanizer - Circus - Circus - Circus - Céline Dion - Taking Chances - Taking Chances - Chris Brown - Forever - Exclusive: The Forever Edition - Run It! (Feat. Juelz Santana) - Chris Brown - Christina Aguilera - Keeps Gettin' Better - Keeps Gettin' Better: A Decade Of Hits - Christina Milian - Us Against The World - Elope - Ciara - Love Sex Magic (Feat. Justin Timberlake) - Fantasy Ride - Coldplay - Viva La Vida - Viva La Vida Or Death And All His Friends - Cypress Hill - Insane In The Brain - Black Sunday - Dannii Minogue - Put The Needle On It - Neon Nights - Touch Me Like That (Feat. Jason Nevins) - Club Disco - Darren Hayes - Pop!ular - The Tension And The Spark - David Archuleta - A Little Too Not Over You - David Archuleta - Crush - David Archuleta - Donna Summer - Stamp Your Feet - Crayons - Duran Duran - (Reach Up For The) Sunrise - Astronaut - Elliott Yamin - Wait For You - Elliott Yamin - Elvis Presley - Rubberneckin - Change Of Habit (Soundtrack) - Eric B. & Rakim - I Know You Got Soul - Paid In Full - Fall Out Boy - This Ain't A Scene, It's An Arms Race - Infinity On High - Falco - Der Kommissar |

### Producciones
- Jason Nevins - Open Ur Mind" (Ultra)
- Jason Nevins vs. Dannii Minogue - "Touch Me Like That" (AATW)
- Jason Nevins feat. Holly James - "Im In Heaven" (Free2Air/ Edel)
- Melinda Doolittle - "Its Your Love" (Music Publishing Co of America) (Coming out June '09)